# Berthe Edersheim
Bertha Helena Henriette (Berthe) Edersheim (Den Haag, 5 september 1901 – Eindhoven, 26 april 1993) was een Joods-Nederlandse kunstschilderes.

## Leven en werk
Zij was dochter van industrieel (Papierfabriek Esveha) David Edersheim en Hubertine Carolina van den Bergh. Ze was zus van violist Leni Edersheim. 
Edersheim was een leerling van Charley Toorop (die in 1933 de zusjes Edersheim vastlegde, collectie Museum Arnhem) en Carola Machotka en studeerde in Parijs bij Roger Bissière en André Lhote. In Parijs werkte zij  samen met kunstschilder Marie-Louise von Motesiczky met wie zij sinds 1916 een hechte en levenslange vriendschap had.
Terug uit Parijs vestigde ze zich in Amsterdam, waar ze lid werd van de beeldend kunstvereniging De Onafhankelijken. Van 1933 tot 1936 nam ze deel aan De Onafhankelijken expositie in het Stedelijk Museum Amsterdam. Met andere Joodse kunstenaressen exposeerde zij in oktober 1934 in de Haagse Kunstkring. Zij werd na de oorlog lid van de Beroepsvereniging van Beeldende Kunstenaars (BBK). Zij schilderde figuurvoorstellingen, havengezichten, landschappen, portretten, stadsgezichten en stillevens.
Zij was getrouwd (1939) met kunstschilder Harmen Meurs. In de luwte van de Gelderse buurtschap Speuld kwam het stel de oorlog ongeschonden door. Na de oorlog maakten zij reizen naar Zuid-Frankrijk en Spanje. Voorts reisde Edersheim in haar eentje naar Griekenland, India, Senegal en Marokko, doch de Franse Savoie en Bretagne bleven haar favoriete inspiratiebron. Zij woonde vanaf 1958 samen met de Joodse schrijfster Josepha Mendels in Parijs, met wie zij al vanaf 1930 evenveel tijd doorbracht als met haar (latere) echtgenoot. Josepha stond voor zowel Berthe als Harmen model in 1936. Meurs is altijd jaloers gebleven op de intieme relatie die Berthe met Josepha had. 

### Onderscheidingen
Edersheim deed mee aan de Salon internationale Paris Sud in Juvisy-sur-Orge. Daar kreeg zij een zilveren medaille in 1970 en een gouden in 1973. Tevens behaalde zij een tweede prijs in 1971 bij de Grand Prix de Peinture de la Côte d'Azur (cercle artistique de Nice).

## Exposities

### Nederland
- 1933-36 De Onafhankelijken, Stedelijk Museum Amsterdam[3]
- 1948 Vereniging Beeldende Kunst Arnhem
- 1950  Kunstzaal Plaats, Den Haag
- 1954-56 Arnhem en Amersfoort[7]
- 1975 Grand Hôtel Cocagne, Eindhoven[8]
- 1989 Theater de Lieve Vrouw, Amersfoort
- 2022 Werken opgenomen in de vaste collectie Museum Arnhem
- 2022 Museum Arnhem (tentoonstelling Van Links Naar Rechts)

### Frankrijk
- 1964, 1966, 1972 en 1981 Institut Néerlandais, Parijs
- 1964 tot 1976 Salon International Paris Sud (Juvisy s / Orge)
- 1966 en 1971 Galerie Soulanges, Parijs
- 1968, 1969 en 1970 Mairie de Sallanches (Haute-Savoie)
- 1970 Roscoff (Finistère Nord)
- 1971 en 1973 "le Dolmen" (gare Montparnasse), Parijs
- 1971, 1972, 1981, 1986 Fédération Internationale Culturelle Féminime de Paris
- 1973 Hôtel Méditerranée, Neuilly
- 1979 Galerie Vercamer, Parijs
- 1979 le nouveau salon de Paris
- 1981 Musée de Picardie, Amiens
- 1983 Salon Bilan de l'Art contemporain, Dallas

- International Standard Name Identifier: 0000 0003 8775 8473
- Nederlandse Thesaurus van Auteursnamen: 136197507
- RKD-Nederlands Instituut voor Kunstgeschiedenis: 25477
- Virtual International Authority File: 280811408
- WorldCat: E39PBJcgBJMTxvFxjVmBqDyGHC